# 田中裕輔
田中 裕輔（たなか ゆうすけ、1980年12月5日 - ）は、日本の男性実業家、YouTuber。大阪府吹田市出身。一橋大学経済学部卒業、カリフォルニア大学バークレー校経営大学院経営学修士課程修了。
ジェイドグループ株式会社共同創業者・代表取締役社長兼CEO、株式会社RBKJ (Reebok Japan) 代表取締役社長。元L Capital TOKYO 株式会社代表取締役社長 (会社売却に伴い退任)。元シャディ株式会社代表取締役会長 (会社売却に伴い退任)。元株式会社モバコレ代表取締役 (株式会社ロコンドに統合)。元Fashion Walker代表取締役 (株式会社ロコンドに統合)

## 人物・経歴
大阪府吹田市出身。父は銀行員。桐朋中学校・高等学校を経て、一橋大学経済学部に進学。3年生からは一橋大学商学部の授業を多く受講し、マッキンゼー・アンド・カンパニー元日本支社副社長の若松茂美の授業なども受けた。経営学者の佐々木将人は桐朋学園から大学にかけての同級生。
2003年一橋大学経済学部卒業、マッキンゼー・アンド・カンパニー日本支社入社。2007年史上最年少でマネージャーに昇格。2009年カリフォルニア大学バークレー校経営大学院経営学修士課程修了、経営学修士（MBA）。その後、アメリカ合衆国で起業し、のち事業売却を行う。
米DeNA Global社マーケティング･製品担当上級副社長を経て、2011年株式会社ジェイド（現株式会社ロコンド）を共同創業し代表取締役社長に就任。2017年東京証券取引所マザーズ上場。2012年、『インパクト志向―人生のイシューを解く』を出版。ベストセラーとなる。
2018年ラオックス株式会社と共同でコーポレート・プライベート・エクイティ・ファンドのL Capital TOKYO 株式会社を設立して代表取締役社長に就任するとともに、シャディ株式会社を買収して代表取締役会長兼経営改革プロジェクトリーダーに就任したが、シャディ株式会社をラオックス株式会社に売却した事に伴い、わずか2ヶ月で辞任。同年Misuzu & Co.代表取締役。2019年モバコレ代表取締役。2020年Fashionwalker代表取締役。
2020年、YouTuberのヒカルのアパレルブランド、ReZARDの靴を開発、販売する企画を開始。宮迫博之も登場するTVCMの企画もあいまって2020度は10億円を超える売上を記録。同年5月、ロコンドチャンネルも開設し、3ヶ月で登録者数10万人を突破。
2022年、伊藤忠商事とジョイントベンチャー、RBKJ株式会社を設立し代表取締役社長に就任。同年10月、アディダスジャパンからリーボックの国内事業を買収。

## 著作

### 著書
- 『なぜマッキンゼーの人は年俸1億円でも辞めるのか？』東洋経済新報社 2012年
- 『インパクト志向―人生のイシューを解く』東洋経済新報社 2012年
- 『「今の自分」からはじめよう』KADOKAWA 2017年

### 訳書
- イーライ・ブロウド『「型破り」で勝つ私の流儀』日本文芸社 2012年